# 華盛頓高地 (東京)

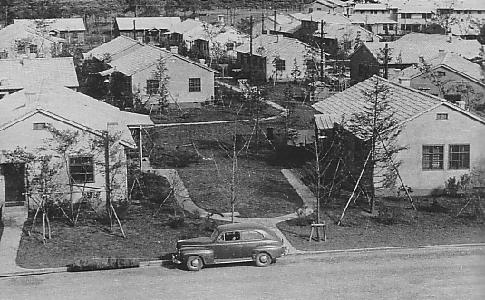
華盛頓高地社區，攝於1947年

华盛顿高地（英語：Washington Heights；日语： Washintonhaitsu */?）是盟军占领日本期间位于日本东京涩谷的美軍住宅区。此地建于 1946 年，並於1964年將該社區归还予日本。該地現為代代木公园、国立代代木体育馆及NHK 广播中心。

## 概要
華盛頓高地佔地924,000平方米，建有827間供駐日美國空軍及其家庭居住的房屋。在基礎建設方面，高地內建有學校、教堂、電影院、商店及軍人會所。該地禁止日本人進入，並設圍欄，以防止有人擅闖。

## 歷史
在日本投降前，即第二次世界大战期間，該地為日本皇军的閱兵場地。在日本投降後，美軍要求日本政府興建住宅區供駐日美軍居住，即華盛頓高地。
儘管美軍已在1952年4月向日本政府歸還日本的主權，但其軍隊依然被允許居住在該地。但當時的日本大學生認為日本政府默許此舉為「喪權辱國」，並於1952年5月初就此事上街遊行。
1960年签署的《美日安保条约》則列明华盛顿高地會继续运作。然而，在翌年，此地被撥作1964 年夏季奥运会相关设施用地，日美雙方於1964年完成交接。日本政府則全额承担美军及其家眷迁往调布机场的费用。 

### 奧運會

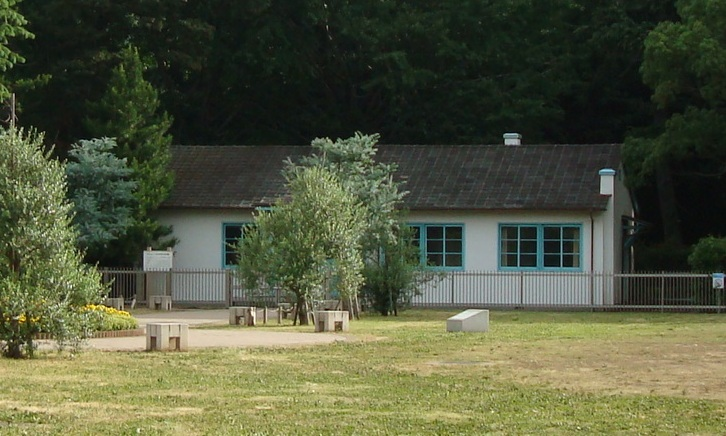
代代木公園中，獲保留的華盛頓高地房屋

在1968年奧運會期間，此地及後來的國立奧林匹克青少年綜合紀念中心被用作運動員宿舍。奧運會後，幾乎全部的房屋均被拆卸，德國國家代表隊於奧運期間曾居住的房屋除外。